# Ursula Tegtmeier
Ursula „Ulla“ Tegtmeier (* 23. September 1953 in Oberhausen/Rhld.) ist eine deutsche Archäobotanikerin, die sich auf die Untersuchung von Holz spezialisiert hat.

## Leben und Leistungen
Ursula Tegtmeier besuchte nach der Realschule zunächst die Höhere Handelsschule, arbeitete dann bei der Deutschen Welle in Köln und machte nebenbei das Abitur. Danach begann sie an der Universität zu Köln ein Studium der Ur- und Frühgeschichte, Archäologie und Ethnologie. Früh kam sie mit der experimentellen Archäologie in Kontakt, als sie als studentische Hilfskraft vor der Aussaat und nach der Ernte Getreidekörner im Rahmen eines Experimentes auf Versuchsfeldern im Hambacher Forst zählte. Hieraus erwuchs auch die 1987 abgeschlossene Magisterarbeit Neolithische und bronzezeitliche Pflugspuren in Norddeutschland und den Niederlanden, die in der Reihe Archäologische Berichte der Deutschen Gesellschaft für Ur- und Frühgeschichte gedruckt wurde. Seit Ende der 1980er Jahre widmet sich Tegtmeier der Archäobotanik und belegte dafür in Köln einige Semester Botanik. Auf diesem Gebiet verfasste sie auch ihre Dissertation Hölzer aus den Stadtkerngrabungen in Duisburg. archäologische und botanische Untersuchungen, die Promotion erfolgte 1998 in Köln. 2004 erhielt sie für die Arbeit den Albert-Steeger-Preis des Landschaftsverbandes Rheinland verliehen. 
Seit 1989 arbeitete sie zum einen als Redakteurin des von ihr mitbegründeten Heinrich-Barth-Instituts für Archäologie und Umweltgeschichte Afrikas für die Reihen Africa Praehistorica, der Africa Explorata und Colloquium Africanum sowie für einige Bände der vom Institut für Ur- und Frühgeschichte herausgegebenen Reihe Kölner Studien zur Prähistorischen Archäologie. Zum anderen war sie als wissenschaftliche Mitarbeiterin am von Jutta Meurers-Balke geleiteten Labor für Archäobotanik des Instituts für Ur- und Frühgeschichte der Universität zu Köln beschäftigt. 
Tegtmeier untersuchte bei ihren archäobotanischen Arbeiten Hölzer und Holzkohlen aus den unterschiedlichsten archäologischen Kontexten und Zeiten, wobei ihr geographischer Schwerpunkt in Nordrhein-Westfalen lag. Darüber hinaus betätigte sie sich experimentalarchäologisch. So erfolgten z. B. 1986 im Zusammenhang mit ihrer Magisterarbeit Experimente im Hambacher Forst mit einem nachgebauten neolithischen Ardtyp und den damit erzeugten Pflugspuren. 1999 und 2002 wurden insgesamt drei Scheiterhaufen zu der im römischen Rheinland nachgewiesenen Brandbestattung vom Bustum-Typ niedergebrannt und der Fokus u. a. auf für die Holzscheite genutzte Gehölze oder die Nachweisbarkeit mitverbrannter Beigaben hölzerner Art, wie z. B. Kästchen, gelegt.
2019 ging Tegtmeier in den Ruhestand. Ihr zu Ehren wurde aus diesem Anlass eine Festschrift veröffentlicht, in der 36 Beitragende 21 Artikel publizierten und auch Tegtmeiers Schriftenverzeichnis mit mehr als 100 Einträgen veröffentlicht wurde.

## Publikationen (Auswahl)
- Neolithische und bronzezeitliche Pflugspuren in Norddeutschland und den Niederlanden (= Archäologische Berichte. Band 3). Holos, Bonn 1993, ISBN 3-86097-136-0.
- Hölzer aus den Stadtkerngrabungen in Duisburg. Archäologische und botanische Untersuchungen (= Archaeo-Physika. Band 14). Philipp von Zabern, Mainz 1998, ISBN 3-8053-2874-5.
- Holzobjekte und Holzhandwerk im römischen Köln. Archäologie Nord-Süd Stadtbahn Köln (= Monographien zur Archäologie in Köln. Band 1). Nünnerich-Asmus Verlag, Mainz 2016, ISBN 978-3-945751-42-8.
- What remains how. Archaeological and experimental charcoal features from cremation burials in the Rhineland. Anthropologischer Anzeiger 78/1–2, 2021, 137–150. DOI:10.1127/anthranz/2020/1207

## Belege
1. ↑  Heinrich Barth Institut e.V. Abgerufen am 14. Dezember 2023.
2. ↑  Labor für Archäobotanik. Abgerufen am 14. Dezember 2023.
3. ↑  Ulla Tegtmeier. Abgerufen am 14. Dezember 2023.
4. ↑  Schriftenverzeichnis. In: Jutta Meurers-Balke, Tanja Zerl, Renate Gerlach (Hrsg.): Auf dem Holzweg … Eine Würdigung für Ursula Tegtmeier (= Archäologische Berichte. Band 3). DGUF-Verlag, Kerpen-Loogh 2019, ISBN 978-3-945663-15-8,  (Broschur), ISBN 978-3-947450-42-8 (Digital), S. 11–21 (Digitalisat).

| Personendaten    | Personendaten              |
| ---------------- | -------------------------- |
| NAME             | Tegtmeier, Ursula          |
| ALTERNATIVNAMEN  | Tegtmeier, Ulla            |
| KURZBESCHREIBUNG | deutsche Archäobotanikerin |
| GEBURTSDATUM     | 20. Jahrhundert            |